# Studeničani (kommun)
Studeničani (makedonska: Студеничани) är en kommun i Nordmakedonien. Den ligger i den centrala delen av landet, 18 km söder om huvudstaden Skopje. Antalet invånare är 17 246. Arean är 276 kvadratkilometer.
Följande samhällen finns i Studeničani:
- Studeničani
- Batinci
- Dolno Količani
- Morani
- Crn Vrv
- Gorno Količani
- Cvetovo
- Dračevica
- Pagaruša
- Vrtekica
- Elovo
- Aldinci
- Ramni Gaber